# Лабан, Рудольф фон

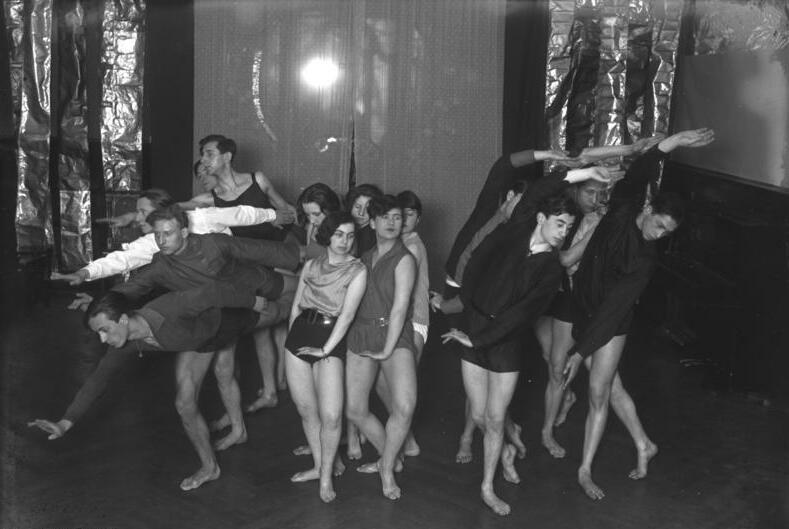
Школа танца Лабана. Берлин, 1929

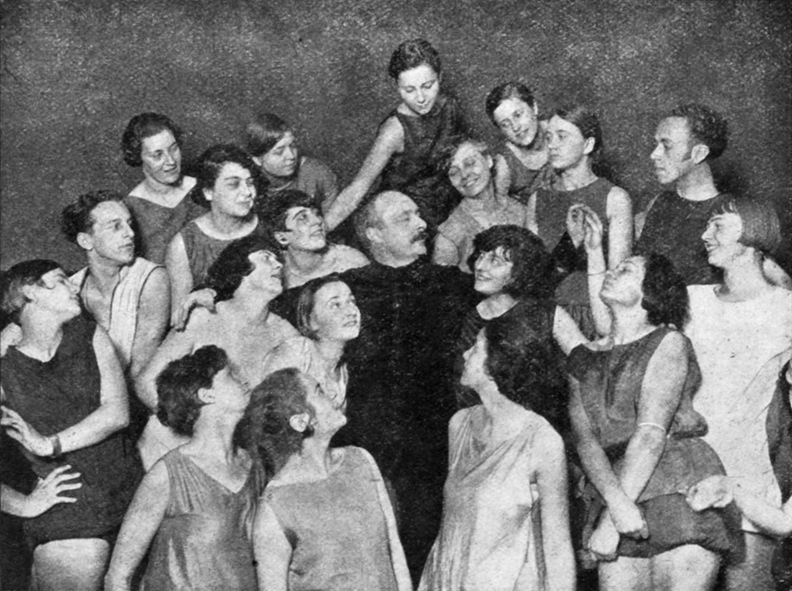
Рудольф фон Лабан в окружении учеников

Рудо́льф фон Ла́бан (нем. Rudolph von Laban, англ. Rudolf Laban; 15 декабря 1879, Пресбург, Австрийская империя — 1 июля 1958, Уэйбридж в графстве Суррей, Великобритания) — танцовщик и педагог, создатель (вместе с М. Вигман) предтечи танца модерн — «экспрессивного танца». Как теоретик создал методику анализа движения (кинетография Лабана) и разработал собственную систему записи движений человеческого тела — лабанотацию, что сделало его одной из ключевых фигур современного танца.

## Биография
Рудольф фон Лабан родился в Австро-Венгрии, в семье аристократа: его отец был генералом и принадлежал к венгерскому дворянству, мать происходила из Англии. Рудольф провёл своё детство между Пресбургом и Веной, часто бывая в Сараево и Мостаре, так как его отец был губернатором Боснии и Герцеговины.
Изучал архитектуру в парижской Школе изящных искусств. Во время обучения заинтересовался взаимодействием движения человеческого тела и пространства, которое его окружает. В возрасте 30 лет, увлёкшись идеями Хайди Дзинковска (Heidi Dzinkowska) и свободным танцем, фон Лабан переезжает в Мюнхен, где начинает разрабатывать собственный стиль пластики — «Экспрессивный танец» (Ausdruckstanz).
В 1915 году в Цюрихе фон Лабан основывает «Хореографический институт», у которого позднее появились филиалы в других городах Европы.
Лабан стремился к возрождению социальной роли искусства как совместного действия людей; главное место в этом он отводил танцу. Настоящий новатор и один из первых теоретиков танца, он придумал новую систему его записи — «лабанотацию». Наибольшую известность Лабан приобрел как создатель «экспрессивного танца» (Ausdruckstanz) и искусства «движущихся хоров» (последний вид искусства был особенно распространён в Германии и Советской России в 1920—1930-х годах).
Чтобы танец поднялся на уровень других искусств, в нём должен совершиться переворот, подобный тому, какой в начале XX века произошёл в изобразительном искусстве. Лабан помог этот переворот совершить. Самый, пожалуй, радикальный из всех пионеров свободного танца, он отказался не только от традиционных танцевальных па, но и от музыкального аккомпанемента, темы и сюжета. Он открыл, что выразительность танцу придает пространство, а не тело как таковое. Освободившись от заученных движений, тело должно искать собственные ритмы и «упиваться пространством».
В 1920-е годы вокруг Лабана объединились не менее смелые экспериментаторы танца — Курт Йосс, Мэри Вигман, Сюзанн Перротте, Дуся Берёзка (Dussia Bereska). Они работали вместе в больших летних школах в Мюнхене, Вене и Асконе, до тех пор, пока не была основана первая международная труппа Tanzbuehne Laban (1923—1926) — «театр аутентичного жеста» или «экспрессивного танца».
Театр танца Лабана не был чужд социальной тематике, вдохновляясь драмой Б.Брехта, конструктивизмом, политической карикатурой. В 1930-е годы, совместно с Йоосом, Лабан создавал политические антивоенные балеты. В 1938 г. он покинул Германию, а после окончания войны открыл студию по изучению движения в Манчестере. В 1975 г. эта студия, переехав в Лондон, стала всемирно известным Центром движения и танца Лабана.
Среди учеников фон Лабана были Харальд Кройцберг, балерина Нина Вершинина.